# Guatemala International 2012
Die Guatemala International 2012 im Badminton fanden vom 13. bis zum 16. September 2012 in Guatemala-Stadt statt.

## Sieger und Platzierte
| Disziplin    | Gold                              | Silber                                   | Bronze                            |
| ------------ | --------------------------------- | ---------------------------------------- | --------------------------------- |
| Herreneinzel | Kevin Cordón                      | Howard Shu                               | Humblers Heymard                  |
| Herreneinzel | Kevin Cordón                      | Howard Shu                               | Rodolfo Ramírez                   |
| Dameneinzel  | Nikte Sotomayor                   | Ana Lucia de Leon                        | Krisley Nohemi Lopez              |
| Dameneinzel  | Nikte Sotomayor                   | Ana Lucia de Leon                        | Nidia Gonzalez                    |
| Herrendoppel | Jonathan Solís Rodolfo Ramírez    | Alistair Casey Andres Quadri             | Luis Arriola Rubén Castellanos    |
| Herrendoppel | Jonathan Solís Rodolfo Ramírez    | Alistair Casey Andres Quadri             | Humblers Heymard Anibal Marroquín |
| Damendoppel  | Ana Lucia de Leon Nikte Sotomayor | Melanie Braeuner Adriana Cojulun Ubierto | Jennifer Braeuner Paola Rosales   |
| Mixed        | Anibal Marroquín Nikte Sotomayor  | Jonathan Solís Ana Lucia de Leon         | Rodolfo Ramírez Pamela Saravia    |
| Mixed        | Anibal Marroquín Nikte Sotomayor  | Jonathan Solís Ana Lucia de Leon         | Franklin Ramírez Paola Rosales    |